# Europese 112-dag

Logo van het Europa-brede noodnummer.

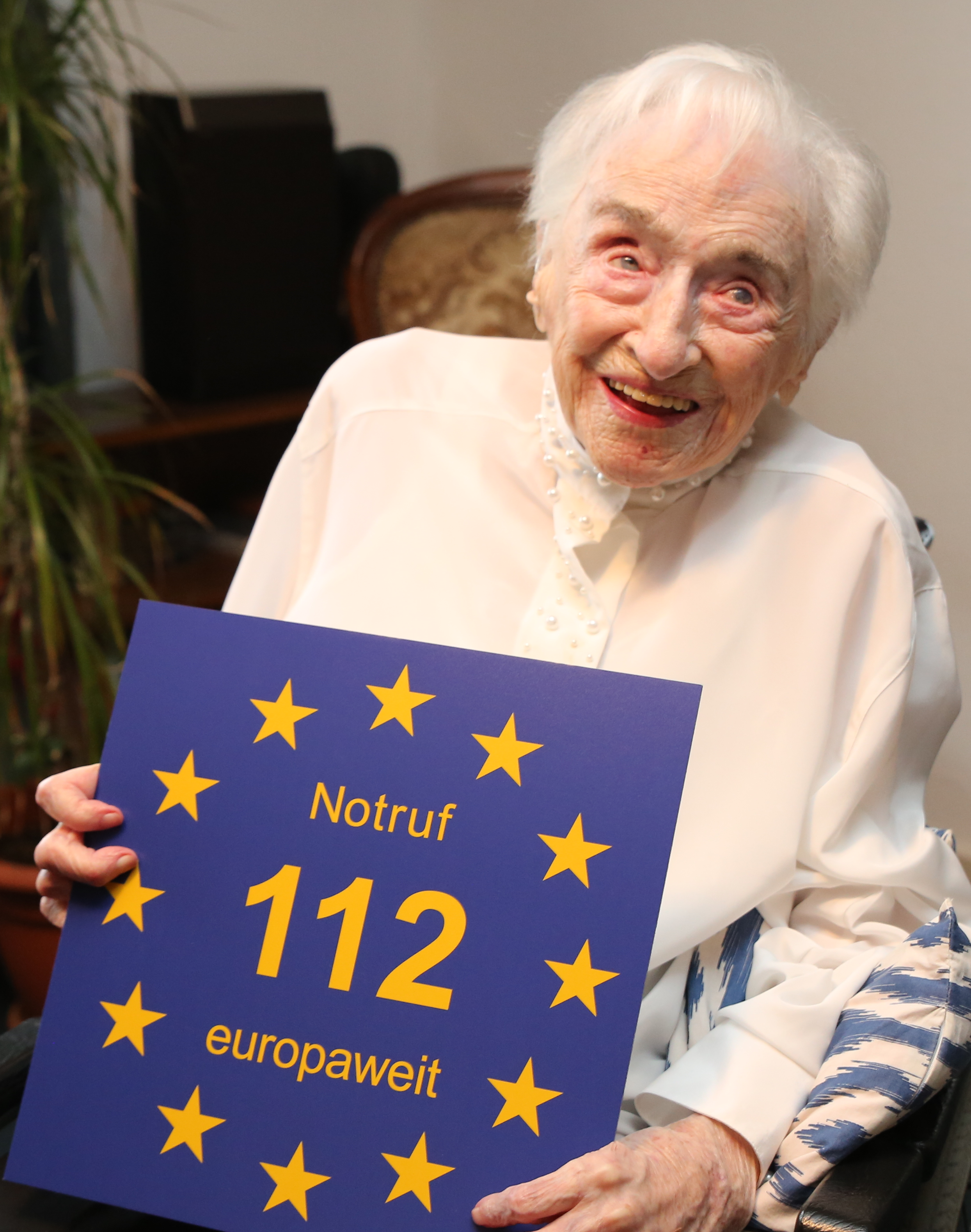
Edelgard Huber von Gersdorff, 112 jaar oud, was erepatrones van het "One Europe – one number!" waarmee het bewustzijn van het overal in Europa geldende noodnummer werd versterkt.

De Europese 112-dag wordt jaarlijks op 11 februari georganiseerd. Hij is in 2009 ingevoerd door de Europese Unie en heeft tot doel de bekendheid met en het passend gebruik van het pan-Europees noodnummer 112 te bevorderen.

## De Europa-brede noodoproep
Sinds 1991 bestaat, naast de nationale alarmnummers, het Europese alarmnummer 112: een uniform telefoonnummer in alle lidstaten van de Europese Unie. Sinds december 2008 zijn deze noodoproepdiensten bereikbaar vanaf alle vaste en mobiele netwerken en kan 112 gratis gebeld worden.

## Ontstaan
Het Europees Parlement, de Raad van de Europese Unie en de Europese Commissie ondertekenden in 2009 een intentie voor het houden van een jaarlijkse Europese 112-dag.
Hiermee werden de bekendheid, de Europese beschikbaarheid en de voordelen van '112' vergroot. 11 februari is uitgekozen als dag, omdat de datumnotatie uit dezelfde cijfers bestaat als het telefoonnummer: 11-2.
Het idee om een vaste dag aan de Europese noodoproep te wijden, werd voor het eerst besproken in het Europees Parlement in 2007 in het kader van de voorbereiding van de verklaring van het Europees Parlement over het Europese noodnummer 112.
De noodzaak om de kennis van het Europese alarmnummer te vergroten werd in februari 2008 bevestigd door de Flash Eurobarometer 228.
Slechts 22% van alle respondenten, op EU-gemiddelde, wist dat het alarmnummer 112 geldig en beschikbaar is in de gehele Europese Unie. In Nederland en België lag dit gemiddelde met respectievelijk 34% en 35% aanzienlijk hoger.
Het EU-gemiddelde bedroeg 24%, Nederland 43% en België 38%. 2010 toonde een stijging: EU-gemiddelde 25%, Nederland 45% en België 45%.

## Viering
Er vinden elk jaar acties plaats rondom de Europese 112-dag. Sommige zijn georganiseerd door politici en overheidsfunctionarissen, andere door reddingsdiensten, brandweerlieden en niet-gouvernementele organisaties.
In 2018 werd in minstens 23 lidstaten, aangevuld met Georgië, Kosovo en IJsland, tegelijk een hele reeks evenementen gewijd aan de gemeenschappelijke Europese noodoproep.
In Duitsland werd mevrouw Edelgard Huber von Gersdorff (112 jaar) ere-patrones van de campagne "One Europe - one number!". Deze campagne had tot doel het bewustzijn voor het Europese alarmnummer 112 te vergroten.
Manneken Pis, een van de bekendste bezienswaardigheden van België, was voor de campagne "European Emergency Number Association" gekleed in een kostuum met de Europese vlag en het nummer 112 erop. In Ierland werd het noodnummer gepromoot op de jaarlijkse Young Scientist and Technology Exhibition door de Emergency Call Answering Service (ECAS).
Verschillende andere vertegenwoordigers en verenigingen van nationale hulpdiensten voor noodsituaties, zoals de nationale federatie van brandweerlieden van Frankrijk (FNSPF), de brandweer- en reddingsdienst van Letland en de Luxemburgse instantie voor reddingsdiensten, ondernamen verschillende activiteiten om het grote publiek voor te lichten over de betekenis en het juiste gebruik van de Europese noodoproep.